# Soledad Saieh
María Soledad Saieh Guzmán (29 de agosto de 1972-29 de agosto de 2017) fue una empresaria, productora de cine y gestora cultural chilena.

## Biografía
Hija del empresario chileno Álvaro Saieh y de la arquitecta Anita Guzmán, fue la segunda de cinco hermanos. Estudió ingeniería comercial en la Pontificia Universidad Católica de Chile y realizó una Maestría en Administración de Negocios en el Massachusetts Institute of Technology. En 2005 realizó estudios de posgrado en artes y filantropía en el Hayman Center for Philanthropy and Fundraising de la Universidad de Nueva York.
Inició su carrera profesional en 1995, trabajando como Ingeniero Trainee en Banco Santander Chile, para posteriormente desempeñarse en diversos puestos ejecutivos en las empresas de su padre, tales como directora en la Clínica Las Condes, presidenta ejecutiva del grupo CorpVida y directora de responsabilidad social empresarial en CorpGroup Inmobiliaria.
En 2002 cofundó la Fundación CorpArtes, dedicándose de lleno a la gestión cultural, siendo su directora ejecutiva durante siete años. Fue socia de dos productoras de cine, FunkyFilms y Demente Producciones, contribuyendo en el desarrollo y comercialización de películas como El hilo rojo (2016), y Gritos del bosque (2015), de Jorge Olguín. Lideró la creación del Santiago Festival Internacional de Cine (desde donde trabajó como una mecenas para directores debutantes, como el cineasta Pablo Larraín, a quien apoyó para financiar y difundir su película Fuga) y la feria de arte internacional Ch.ACO, que lanzó en 2009 en Santiago, junto a las galeristas Irene Abujatum, Elodie Fulton y Florencia Loewenthal. También fue consejera en la institución Comunidad Mujer, directora del Círculo de Finanzas y Negocios de ICARE y vicepresidenta y fundadora del capítulo chileno del National Museum of Women in the Arts.
En su rol de filántropa, a propósito de los incendios forestales que afectaron a la zona centro-sur de Chile en el verano de 2017, junto a otros empresarios donó a través de Desafío Levantemos Chile, los costos de arriendo de un avión Lockheed C-130 Hercules Tanker para el combate del fuego.
Falleció el 29 de agosto de 2017, día en que cumplía 45 años, a causa de un edema pulmonar agudo que le generó un infarto.